# Eriocrania semipurpurella
 Eriocrania semipurpurella ist ein Kleinschmetterling aus der Familie der Trugmotten. Die Raupe miniert in Laubblättern von Birken.

## Merkmale

### Falter
Die Falter erreichen eine Flügelspannweite von 10 bis 16 Millimetern. Die Vorderflügel sind metallisch purpur-bronzefarben beschuppt mit eingesprengten hell goldfarbenen Schuppen. Sie tragen am Hinterrand hinter der Flügelmitte einen dreieckigen, manchmal weißlich, manchmal golden gefärbten queren Fleck, dieser kann undeutlich sein oder sogar ganz fehlen. Die Hinterflügel sind überwiegend grau-bronzefarben, zum Hinterende hin mit purpurnem Schimmer. Die Schuppen der Hinterflügel sind lang und schmal. Der Kopf trägt ein aufgerichtetes Büschel heller Schuppen. Thorax und Hinterleib sind grau gefärbt, die Antennen braun, sie sind länger als die halbe Vorderflügellänge. Im Vorderflügel ist die Ader R (Radius) hinter der Zelle R-Cu bis zum Rand in vier Äste geteilt (Untergattung Eriocrania s. str.), der Ast R3 fehlt.
Die Art ist sehr ähnlich Eriocrania sangii, mit der sie oft zusammen vorkommt. Die Arten sind sicher nur genitalmorphologisch unterscheidbar.

### Raupe
Die fußlose Raupe ist weiß gefärbt mit brauner Kopfkapsel, die normalerweise etwas in den semitransparenten Prothorax zurückgezogen ist. Im Gegensatz zu den Imagines sind die Raupen leicht von denjenigen von Eriocrania sangii unterscheidbar, diese sind deutlich grau gefärbt. Junge Raupen sind von denjenigen von Eriocrania unimaculella an einer sklerotisierten, abstechend dunkler gefärbten grauen Platte auf dem Thorax hinter dem Kopf unterscheidbar. Älteren Raupen fehlt diese Platte, sie sind wie diejenigen von E. unimaculella hinter der Kopfkapsel rein weiß. Einziges Unterscheidungsmerkmal sind zwei schwer sichtbare kleine Fortsätze seitlich des ersten Hinterleibssegments bei E. unimaculella, die E. semipurpurella fehlen. Die Raupe besitzt, ungewöhnlich für Minierer, ein funktionstüchtiges Larvenauge. Die Larven werden bis zu 8 mm lang.

## Lebensweise
Die Raupe ist Minierer in Birkenblättern. Die Weibchen legen ihre Eier in die aufbrechenden Knospen ab. Die Mine beginnt am Blattrand und weitet sich zu einer Platzmine aus. In der Mine sind im Gegenlicht lange Kotspuren erkennbar. Die Raupe ist in Mitteleuropa normalerweise im frischen Laubaustrieb im Mai anzutreffen. Im Anschluss an die Fraßzeit verlässt die Raupe die Mine und lässt sich zu Boden fallen. Sie spinnt in den oberen Bodenschichten einen Kokon, in dem sie sich im folgenden Hochsommer verpuppt. Die Puppen überwintern. Die Flugzeit der Falter liegt im April, im Norden bis Mai.
In Nordschweden tritt die Art nur jedes zweite Jahr häufiger auf. Dies ist ein Hinweis auf einen semivoltinen Lebenszyklus, bei dem eine Raupe zwei Jahre für die Entwicklung benötigt, im borealen Bereich. Ein semivoltiner Zyklus wird auch aus China angegeben.
Die Art ist weit verbreitet und meist die häufigste ihrer Gattung. Im Frühjahr treten zur gleichen Zeit, oft mit ihr vergesellschaftet, im selben Habitat die verwandten Eriocrania sangii und Eriocrania unimaculella auf.
Der Saugrüssel der Art ist kurz, aber funktionsfähig. Die Art kann damit Flüssigkeiten aufsaugen. Ob die Art im Imaginalstadium regelmäßig Nahrung aufnimmt, ist umstritten.
Die Geschlechter finden sich mittels Pheromonen. Es sind fünf unterschiedliche Rezeptortypen nachgewiesen worden, wobei nur zwei ein Pheromon und drei davon antagonistisch wirkende Substanzen detektieren. Wahrscheinlich dienen diese dazu, Weibchen verwandter Arten, die ganz ähnliche Pheromone nutzen, unterscheiden zu können, um nicht unnötig Ressourcen zu verbrauchen.

## Ökonomische Bedeutung
Die Art ist auf Birkenarten häufig, aber normalerweise als Schädling bedeutungslos. In Mitteleuropa können sie den Laubaustrieb bei Massenvermehrung unter Umständen völlig zerstören, dies aber ohne bleibenden Schaden für den Baum. In einem finnischen Fjellbirkenwald nahe der Kevo Subarctic Research Station machten Eriocrania-Raupen etwa 25 bis 30 Prozent der Biomasse der Pflanzenfresser aus, etwa vier Fünftel davon Eriocrania semipurpurella.

## Verbreitung
Eriocrania semipurpurella ist holarktisch verbreitet. Sie lebt in Mittel- und Nordeuropa, einschließlich Großbritannien häufig und in Irland. Sie fehlt im größten Teil des Mittelmeerraums, kommt aber in Rumänien vor. In Deutschland ist sie flächendeckend zu erwarten und in fast allen Bundesländern nachgewiesen.
Nachweise liegen außerdem zum Beispiel vor für Kanada, USA (Appalachen), China, Japan.

## Phylogenie, Taxonomie und Systematik
Für die paläarktischen Eriocraniidae sind unterschiedliche Systeme in Gebrauch, nach Untersuchung der Skelettmuskulatur sind alle Arten in der Gattung Eriocrania. zu vereinen. Nach anderer Auffassung sollte diese Gattung aufgespalten werden.
Es liegen Hinweise darauf vor, dass es sich bei dieser Art in Wirklichkeit um einen Komplex morphologisch extrem ähnlicher Kryptospezies handeln könnte, diese sind aber bisher weder charakterisiert noch beschrieben worden.
Folgende Unterarten sind beschrieben:
- Eriocrania semipurpurella subsp. pacifica[22] im nordwestlichen Nordamerika (Alaska, Vancouver Island, Washington). Als Raupenfutterpflanze wird eine Schaumspieren-Art (Holodiscus discolor, Familie Rosaceae) angegeben.
- Eriocrania semipurpurella subsp. alpina.[12]

Die Art wurde von Stephens als Lampronia semipurpurella erstbeschrieben. Sie ist die Typusart der Gattung. Wissenschaftliche Synonyme sind Eriocrania amentella (Zell, 1850), Eriocrania inconspicuella (Wood, 1890).